# Juha-Matti Ruuskanen
Juha-Matti Ruuskanen (né le 24 juillet 1984 à Kuopio) est un sauteur à ski finlandais actif de 2001 à 2012.

## Palmarès

### Coupe du monde
- Meilleur classement final : 44e en 2004.
- Meilleur résultat : 6e.
- 1 podium par équipe : 1 victoire.